# Judo-Europameisterschaften 1993
Die Judo-Europameisterschaften 1993 fanden vom 1. bis zum 2. Mai in Athen statt. Es waren die ersten und bislang einzigen Judo-Europameisterschaften, die in Griechenland stattfanden. Das Gastgeberland gewann keine Medaille, Evangelista Vassiliou belegte im Superleichtgewicht den fünften Platz und erreichte damit die beste Platzierung.
1993 starteten die meisten Nachfolgestaaten der Sowjetunion erstmals mit einer eigenen Mannschaft. Aserbaidschan, Georgien, die Republik Moldau, Russland und Belarus gewannen bei der ersten Teilnahme auch erstmals Medaillen.
Laetitia Meignan siegte im Halbschwergewicht zum dritten Mal in Folge. Vier weitere Judoka konnten ihren Titel erfolgreich verteidigen: Nazim Hüseynov im Superleichtgewicht, Pascal Tayot im Mittelgewicht, Stéphane Traineau im Halbschwergewicht und Nicola Fairbrother im Leichtgewicht.

## Ergebnisse

### Männer
| Gewichtsklasse                 | Gold                   | Silber              | Bronze                        |
| ------------------------------ | ---------------------- | ------------------- | ----------------------------- |
| Superleichtgewicht (bis 60 kg) | Nazim Hüseynov         | Chasei Bisultanow   | Pawel Botow Nigel Donohue     |
| Halbleichtgewicht (bis 65 kg)  | Sergei Kosminin        | Vsevolods Zeļonijs  | Fedor Lazarenko Udo Quellmalz |
| Leichtgewicht (bis 71 kg)      | Vladimir Dgebuadse     | Tarlan Poladov      | Jorma Korhonen Patrick Rosso  |
| Halbmittelgewicht (bis 78 kg)  | Darcel Yandzi          | Soso Liparteliani   | Johan Laats Alexei Timoschkin |
| Mittelgewicht (bis 86 kg)      | Pascal Tayot           | Apti Magomadov      | Alex Smeets Oleg Malzew       |
| Halbschwergewicht (bis 95 kg)  | Stéphane Traineau      | Thomas Etlinger     | Leonid Svirid Antal Kovács    |
| Schwergewicht (über 95 kg)     | Dawit Chachaleischwili | David Douillet      | Rafał Kubacki Frank Möller    |
| Offene Klasse                  | Dawit Chachaleischwili | Harry Van Barneveld | Henry Stöhr Jewgeni Pechurow  |

### Frauen
| Gewichtsklasse                 | Gold                | Silber               | Bronze                              |
| ------------------------------ | ------------------- | -------------------- | ----------------------------------- |
| Superleichtgewicht (bis 48 kg) | Jana Perlberg       | Tatjana Kuwtschinowa | Martine Dupond Hülya Şenyurt        |
| Halbleichtgewicht (bis 52 kg)  | Almudena Muñoz      | Cécile Nowak         | Alessandra Giungi Elise Summers     |
| Leichtgewicht (bis 56 kg)      | Nicola Fairbrother  | Tanja Münzinger      | Anita Kubica Nicole Flagothier      |
| Halbmittelgewicht (bis 61 kg)  | Yael Arad           | Gella Vandecaveye    | Diane Bell Catherine Fleury-Vachon  |
| Mittelgewicht (bis 66 kg)      | Alice Dubois        | Chloe Cowen          | Claudia Zwiers Emanuela Pierantozzi |
| Halbschwergewicht (bis 72 kg)  | Laetitia Meignan    | Ulla Werbrouck       | Kate Howey Karin Kienhuis           |
| Schwergewicht (über 72 kg)     | Monique van der Lee | Swetlana Gundarenko  | Beata Maksymow Nathalie Lupino      |
| Offene Klasse                  | Angelique Seriese   | Nathalie Lupino      | Karin Kutz Irina Rodina             |

## Medaillenspiegel
| Rang | Land                   | Gold | Silber | Bronze | Gesamt |
| ---- | ---------------------- | ---- | ------ | ------ | ------ |
| 1    | Frankreich             | 5    | 3      | 4      | 12     |
| 2    | Georgien               | 3    | 1      | –      | 4      |
| 3    | Niederlande            | 2    | –      | 3      | 5      |
| 4    | Russland               | 1    | 3      | 4      | 8      |
| 5    | Deutschland            | 1    | 1      | 4      | 6      |
| 5    | Vereinigtes Königreich | 1    | 1      | 4      | 6      |
| 7    | Aserbaidschan          | 1    | 1      | –      | 2      |
| 8    | Israel                 | 1    | –      | –      | 1      |
| 8    | Spanien                | 1    | –      | –      | 1      |
| 10   | Belgien                | -    | 3      | 2      | 5      |
| 11   | Moldau                 | -    | 1      | 1      | 2      |
| 12   | Lettland               | –    | 1      | –      | 1      |
| 12   | Österreich             | –    | 1      | –      | 1      |
| 14   | Polen                  | –    | -      | 3      | 3      |
| 15   | Italien                | –    | -      | 2      | 2      |
| 16   | Bulgarien              | –    | -      | 1      | 1      |
| 16   | Finnland               | –    | -      | 1      | 1      |
| 16   | Türkei                 | –    | -      | 1      | 1      |
| 16   | Ungarn                 | –    | -      | 1      | 1      |
| 16   | Belarus                | –    | -      | 1      | 1      |
|      | Total                  | 16   | 16     | 32     | 64     |